# Euophrys everestensis
Euophrys everestensis es una especie de araña saltarina del género Euophrys, familia Salticidae. Fue descrita científicamente por Wanless en 1975.
Habita en China.